# Jefferson megye (Tennessee)
Jefferson megye az Amerikai Egyesült Államokban, azon belül Tennessee államban található. Megyeszékhelye Dandridge, legnagyobb városa Jefferson City. Lakosainak száma 54 683 fő (2020. április 1.). Jefferson megye Hamblen, Cocke, Sevier, Knox és Grainger megyékkel határos.

## Népesség
A megye népességének változása:
| Lakosok száma | 51 460 | 51 766 | 52 160 | 52 123 | 53 240 | 54 683 |
|               | 2010   | 2011   | 2012   | 2013   | 2015   | 2020   |